# Petrichus lancearius
Petrichus lancearius là một loài nhện trong họ Philodromidae.
Loài này thuộc chi Petrichus. Petrichus lancearius được Eugène Simon miêu tả năm 1905.